# Большовское сельское поселение (Серафимовичский район)
Большо́вское се́льское посе́ление — муниципальное образование в составе Серафимовичского района Волгоградской области.
Административный центр — хутор Большой.

## История
Большовское сельское поселение образовано 24 декабря 2004 года в соответствии с Законом Волгоградской области № 979-ОД.

## Население
| 2010  | 2012  | 2013  | 2014  | 2015  | 2016  | 2017  |
| ----- | ----- | ----- | ----- | ----- | ----- | ----- |
| 1632  | ↘1595 | ↘1567 | ↘1546 | ↘1525 | ↘1489 | ↘1446 |
| 2018  | 2019  | 2020  | 2021  |       |       |       |
| ↘1440 | ↘1415 | ↘1403 | ↘1386 |       |       |       |

## Состав сельского поселения
| № | Населённый пункт | Тип населённого пункта        | Население |
| - | ---------------- | ----------------------------- | --------- |
| 1 | Большой          | хутор, административный центр | 1322      |
| 2 | Котовский        | хутор                         | 201       |
| 3 | Чеботаревский    | хутор                         | 109       |